# Skotbu Station
Skotbu Station (Skotbu stasjon eller Skotbu holdeplass) er en norsk jernbanestation på Indre Østfoldbanen (Østfoldbanens østre linje) i Ski. Stationen åbnede 1. marts 1908 som holdeplads under navnet Skodbo, fra 1. februar 1926 Skotbu. 17. marts 1969 blev den nedgraderet til trinbræt med sidespor, idet betjeningen af sidstnævnte dog ophørte i 1982. Stationen ligger 128,6 m.o.h., 33,8 km fra Oslo S.
Skotbu Station er stoppested på NSB's linje Rakkestad/Mysen-Skøyen. I 2012 var der 180 af- og påstigende på et gennemsnitligt døgn, svarende til 66.000 pr. år.